# Guvernementet Astrachan
Guvernementet Astrachan var ett guvernement i östra delen av Kejsardömet Ryssland och Sovjetunionen 1717–1929.
Det gränsade i norr till guvernementet Saratov och
Samara, i öster till provinsen Uralsk, i väster till donkosackernas land, i söder till Kaspiska havet och
guvernementet Stavropol. Det hade en yta på 236 531 km2 och 1 003 542 invånare
(1897). Ungefär en tredjedel var nomader av olika stammar,
såsom kirgiser, kalmucker, tatarer, turkmener m. fl.;
dessutom finnas här kosacker. Alla västra Asiens och Europas religioner möttes här.
Landet, som indelades i fem kretsar (Astrachan, Krasnojar, Jenotajevsk, Chernitar och Tsarev), bestod nästan uteslutande av saltstäpper, fyllda av saltsjöar, bland vilka Elton och
Baskuntjak var de största, samt av vidsträckta saltträsk. Från dessa utvanns landets behov av salt. Endast längst i väster finnas höjder (Ergeni-höjderna), annars är hela området en lägre än havsytan liggande depression,
som en gång varit havsbotten. I följd av markens
salthalt är jordbruket obetydligt, 80 procent var improduktiv mark, och endast omkring 26 500 km2 var odlade, mest i Volgadeltat. Däremot var stäppen väl ägnad åt boskapsskötsel. En annan viktig näring var fisket dels i Kaspiska havet, dels i Volga; det sysselsatte 506 000 personer.